# Jonna Malmgren
Jonna Malmgren (21 giugno 2001) è una lottatrice svedese, specializzata nella lotta libera.

## Palmarès
- Europei

Budapest 2022: oro nei 53 kg.
- Giochi olimpici giovanili estivi

Buenos Aires 2018: oro nei 49kg.